# شورلت تسک فورس

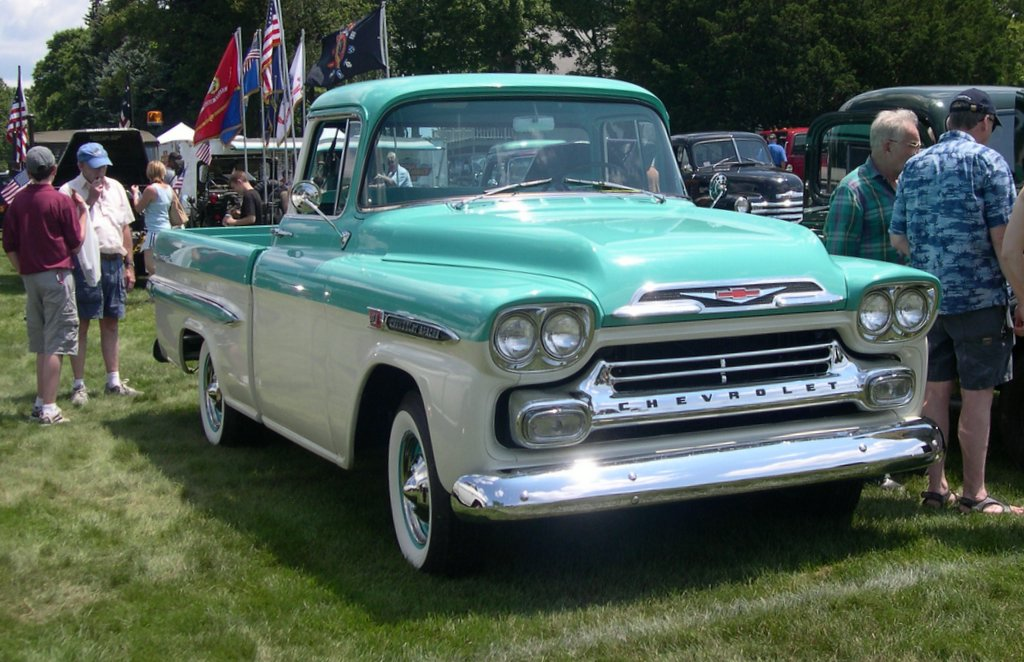

شورلت تسک فورس (به انگلیسی: Chevrolet Task Force) خودرویی است که در سال‌های ۱۹۵۵ تا ۱۹۵۹تولید شده‌است.
این خودرو در کلاس وانت قرار گرفته، طراحی آن موتور جلو-چهار چرخ محرک بوده است. سیستم جعبه‌دندهٔ آن به دو صورت خودکار و دستی است.

## نگارخانه

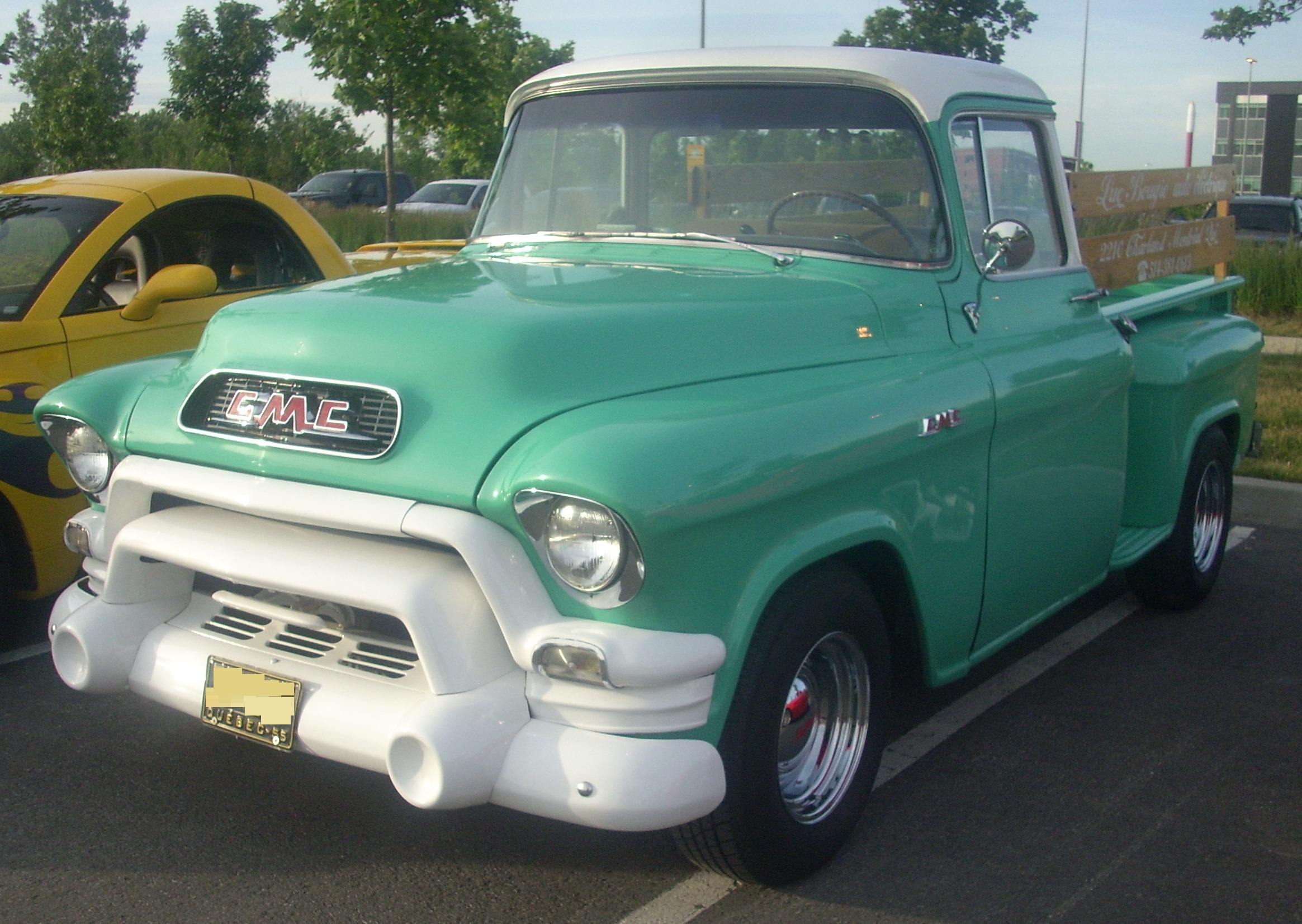
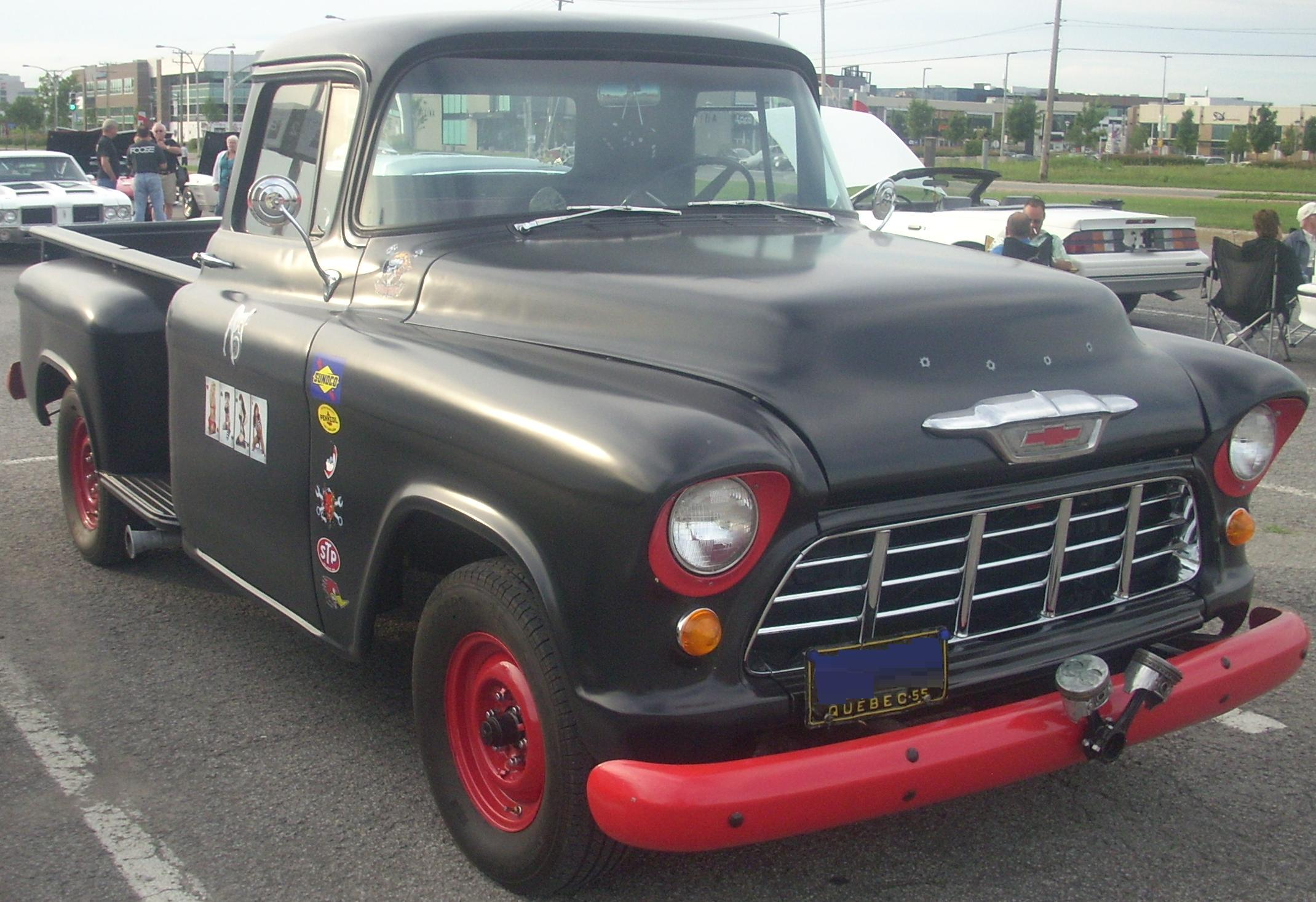
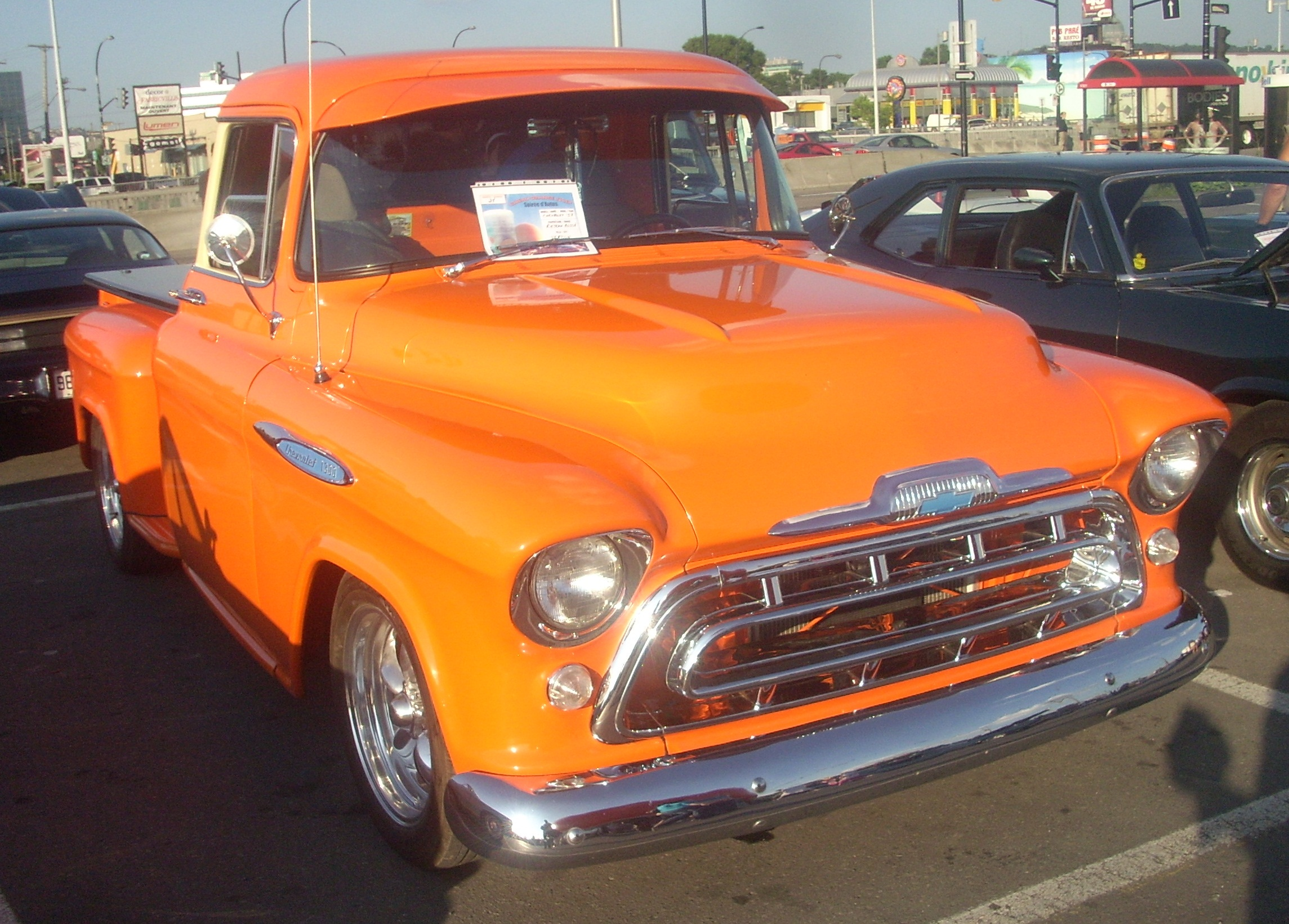
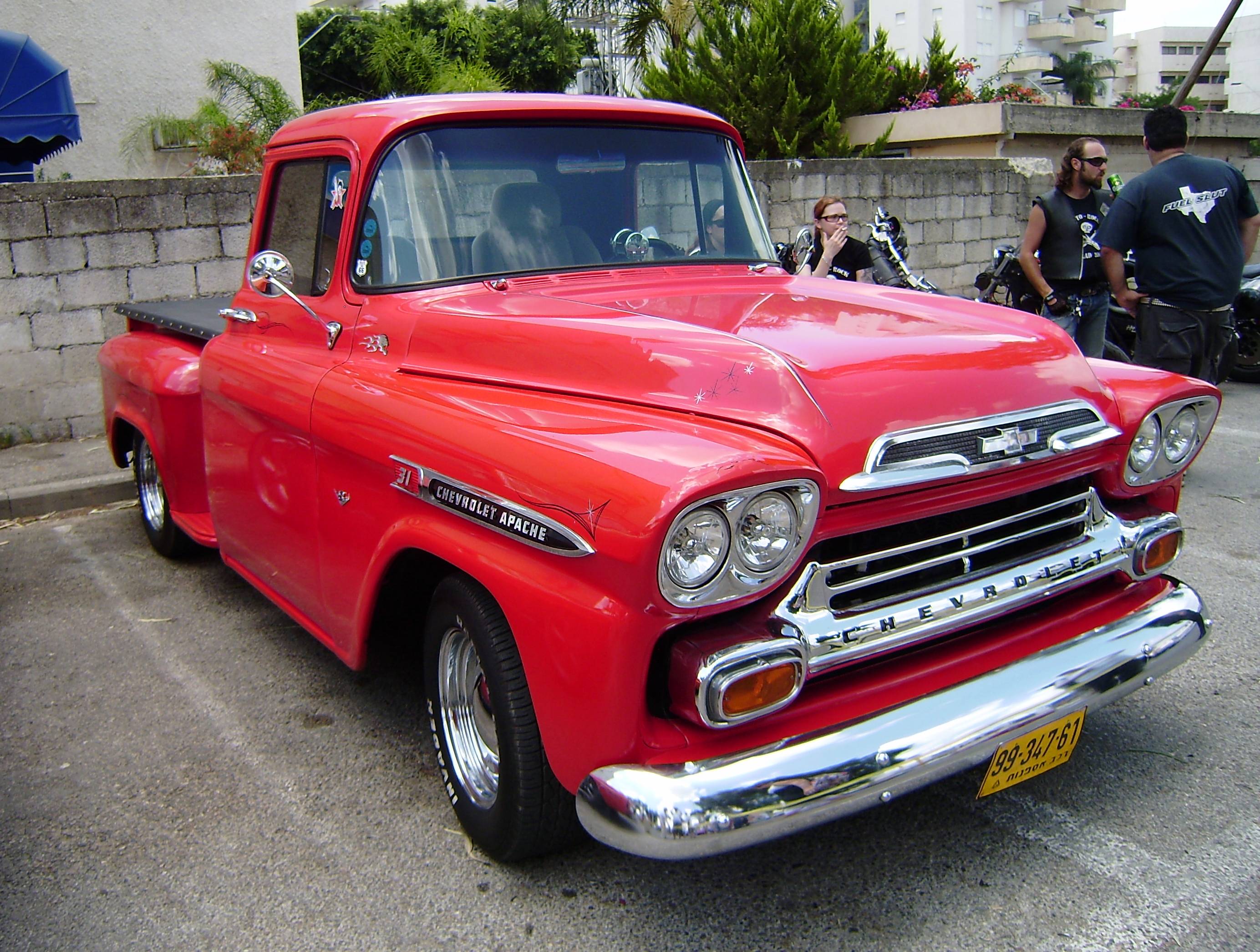
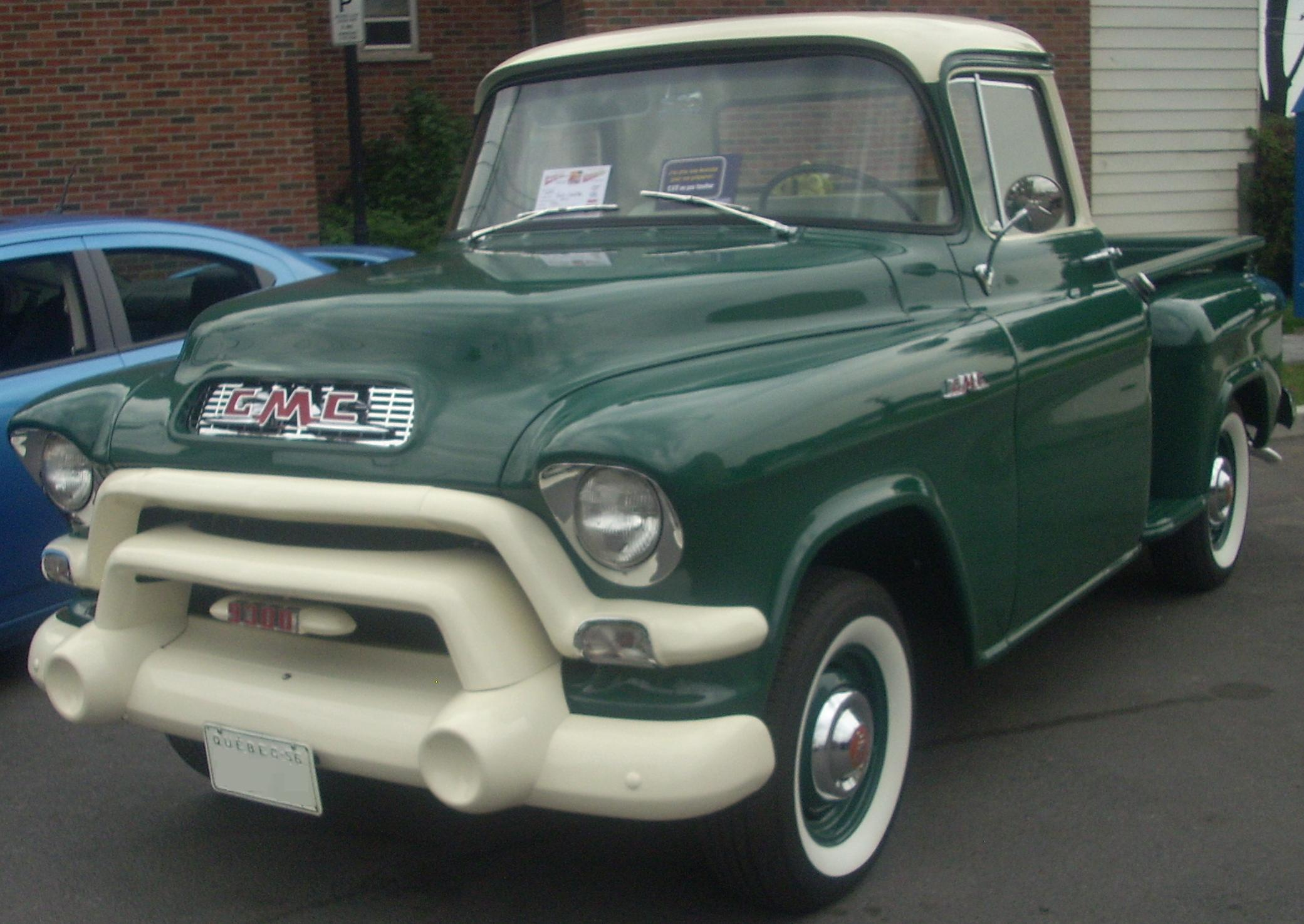